# Air Alps
Air Alps Aviation (stilizzata come Air A!ps) è stata una compagnia aerea regionale austriaca fondata nel 1998 e operativa dal 1999, con base a Bolzano e sede amministrativa ad Innsbruck. Il proprietario, con una quota azionaria del 76%, dalla fine del 2009 fu Welcome Air Luftfahrt GmbH & Co KG. Altro azionista importante era un consorzio di imprenditori altoatesini.

## Storia
Come denunciava il nome Air Alps fu costituita con lo scopo di operare nelle aree alpine di Austria e Italia, con possibilità di aggregare successivamente Germania e Svizzera. Fondata nel luglio 1998 si dedicò subito alla selezione del materiale volante scegliendo, quasi inevitabilmente, il Dornier 328JET. I collegamenti di linea debuttarono il 28 marzo 1999 facendo perno su Innsbruck e Bolzano.
Quasi subito dopo l'inizio delle operazioni fu stipulato un contratto di affiliazione con l'aerolinea olandese KLM. Air Alps indossava la livrea KLM Alps che avrebbe mantenuto fino all'inizio del 2001. Dopo una breve sosta riorganizzativa divenne un'affiliata di Alitalia per la quale operava tutti i voli in code-share e alla quale si affidava per i servizi di bordo e di terra con il codice AZ. Nell'estate del 2008 operò, per un breve periodo, le rotte da Foggia per Milano, Roma e Palermo per conto di Club Air, rifiutando, dopo il fallimento di quest'ultima, di continuarle in proprio.
Nel 2008 fu comunicato di aver concluso il 2007 in attivo di 700.000 €uro ma anche la fine della collaborazione con Alitalia con la quale mantenne solo accordi di code-sharing. L'operativo 2009 prevedeva collegamenti da Bolzano per Roma-Fiumicino, da Roma-Fiumicino per Rimini, Perugia e Parma, da Milano-Malpensa a Perugia e da Perugia per Lamezia Terme e Palermo. La principale base operativa fu spostata da Bolzano a Roma-Fiumicino.
Nel dicembre 2009 Air Alps fu acquistata dalla conterranea Welcome Air Luftfahrt, che diventò così la terza maggiore aerolinea in Austria, controllando già Welcome Air e Tyrol Air Ambulance. Dal 2010 operò anche il collegamento Roma-Fiumicino - Salerno e Milano-Malpensa - Salerno.
Il 14 gennaio 2012, già in forti difficoltà finanziarie, Air Alps sospese a tempo indeterminato i voli. La flotta fu bloccata nell'aeroporto di Innsbruck e privata della licenza di volo. I collegamenti sospesi erano tutti quelli dell'epoca, ovvero (oltre al Roma-Bolzano) il Roma-Parma e il Milano-Salerno. Il 16 gennaio l'ente nazionale per l'aviazione austriaco ritirò la licenza di volo. Il 1º febbraio Air Alps riprese l'attività di linea solamente sulla tratta Bolzano-Roma. Nel corso del mese di novembre i voli furono nuovamente sospesi e, il 1º dicembre, l'aerolinea abbandonò in modo definitivo l'aeroporto di Bolzano.
All'inizio del 2013 la società fu ricostituita su nuove basi, ma lo "zoccolo duro" del mercato si era ormai frantumato. All'inizio del febbraio 2014 fu ripristinata una parvenza di attività ma tutto ciò terminò definitivamente il giorno 28.

## Flotta nel 2013
- 2 Dornier Do 328-110 da 31 posti/32 posti